# Hällabrottets kyrka
Hällabrottes kyrka är en kyrkobyggnad i Hällabrottet i Strängnäs stift. Den är församlingskyrka i Kumla församling.

## Kyrkobyggnaden
Kyrkobyggnaden av trä är en prefabricerad, flyttbar vandringskyrka utformad efter ritningar av arkitekten Rolf Bergh och har en kvadratisk planform. Den täcks av ett pyramidformat tak. Strax under takkanten löper en smal fönsterrad. Ursprungligen stod kyrkan i Kumla medan Kumla kyrka återuppbyggdes efter branden 1968. Efter fullgjord tjänst flyttades träkyrkan 1973 till Hällabrottet. Annandag pingst 1974 invigdes kyrkan på sin nya plats. 1986 gjordes en tillbyggnad med ny entré. I tillbyggnaden finns även sakristia, samlingssal, kök samt rum för barn- och ungdomsvarksamhet.

## Orgel
- 1971 flyttades en orgel hit från Tysslinge kyrka. Den är byggd 1967 av Anders Perssons Orgelbyggeri och har fem stämmor. Den flyttades 1979 till Hallsbergs Missionskyrka.
- Den nuvarande orgeln är byggd 1979 av Frederiksborgs Orgelbyggeri, Hilleröd, Danmark. Orgeln är mekanisk.

| Manual       | Pedal      | Koppel   |  |
| Gedackt 8’   | Subbas 16’ | Man/Ped. |  |
| Flöjt 4’     |            |          |  |
| Principal 2’ |            |          |  |
| Nasat 1 1⁄3’ |            |          |  |